# Mohedas de Granadilla
Pour les articles homonymes, voir Mohedas et Granadilla.
Mohedas de Granadilla est une commune de la province de Cáceres dans la communauté autonome d'Estrémadure en Espagne.